# Jean de Joinville
Jean de Joinville (Joinville, 1224 circa – Joinville, 24 dicembre 1317) è stato un cavaliere medievale e biografo francese, noto per essere l'autore della Vita di San Luigi (Livre des saintes paroles et des bons faiz de nostre saint roy Looÿs), biografia del re di Francia Luigi IX.
Nato in una nobile famiglia della Champagne, quando Luigi IX partì per la cosiddetta settima crociata, Joinville si unì alla spedizione insieme a dieci suoi cavalieri e relative truppe al suo servizio. Fu in tale occasione che nacque lo stretto legame col sovrano, che durerà tutta la vita. Durante la battaglia di Mansura, dopo essersi battuto valorosamente, venne ferito e fatto prigioniero. Liberato, tornò con il suo Re in patria in un lungo e difficoltoso viaggio. Durante la lunga pace che seguì alla settima crociata, Joinville si divise tra la corte di Francia e quella di Champagne. Nel 1270 re Luigi IX decise di partire per l'ottava crociata, ma questa volta Joinville non lo seguì. Morì nel 1317 e fu inumato nella chiesa di Saint-Laurent del castello di Joinville, oggigiorno non più esistente.

## Biografia

Blasone

Figlio di Simon de Joinville e Beatrice d'Auxonne, apparteneva a una nobile famiglia della Champagne. Fu educato, come si conveniva a un giovane di alto lignaggio, alla corte di Tebaldo IV, conte di Champagne: lettura, scrittura, rudimenti di latino. Nel 1238 venne consacrato cavaliere, e poco dopo sposò Alix de Grandpré, cugina del conte di Soissons. Alla morte del padre (1233) ereditò il titolo di siniscalco di Champagne.
Nel 1241 accompagnò il suo signore, Tebaldo, alla corte del re di Francia Luigi IX. Nel 1244, quando questi organizzò la settima crociata, Joinville decise di unirsi ai cavalieri cristiani, così come suo padre aveva fatto 35 anni prima nella crociata albigese. Partì da Marsiglia nel 1249 con dieci cavalieri e relative truppe al suo servizio, giungendo dopo alcune settimane di viaggio a Cipro, dove la spedizione crociata si concentrò in attesa della stagione migliore. In difficoltà finanziaria (aveva nei preparativi quasi completamente eroso la propria non esorbitante rendita), fu assoldato alle dirette dipendenze del re con una ricompensa di 800 lire tornesi. Nacque così lo stretto legame col sovrano, che durerà tutta la vita.
Quando giunse la primavera e il mare divenne navigabile, l'armata cristiana si imbarcò su una flotta di 1800 navi, giungendo, il Lunedì di Pasqua 1250, davanti a Damietta. Joinville fu tra i primi a sbarcare, lo stesso Luigi si lanciò con l'avanguardia, e Damietta fu presa senza grosse difficoltà. L'armata cristiana vi sostò diversi mesi e in questo tempo Joinville divenne consigliere e confidente del sovrano; durante il soggiorno a Damietta Joinville tracciò nella sua opera descrizioni del paesaggio egiziano, del Nilo e delle popolazioni beduine.
Alla battaglia di Mansura Joinville si batté valorosamente, fu ferito e disarcionato, infine fatto prigioniero con Luigi IX e il suo seguito. Partecipò ai negoziati di liberazione e alla raccolta del riscatto, per poi accompagnare Luigi in Siria. Per il riscatto venne richiesta una somma enorme, duecentomila lire tornesi,  che, una volta arrivata dalla Francia, fu molto difficile da contare con precisione: lo stesso Joinville racconta che, in realtà,  riuscirono a consegnare ai Saraceni circa diecimila lire tornesi in meno, vantandosene, poi, con il re che, da santo qual era, si arrabbiò molto e pretese di ricontare di persona l’intera somma. Joinville si avvicinò probabilmente di nuovo al re nei difficili momenti che seguirono il fallimento della crociata (tra cui la morte di Roberto d'Artois). Fu Joinville a esortare Luigi a rimanere in Terra santa piuttosto che rientrare subito in Francia come gli consigliavano gli altri signori, e Luigi rimase; la guerra continuò quindi in Palestina, e Joinville accompagnò il sovrano a Cesarea, Giaffa, Sidone e Tiro, poi nel ritorno in Francia (1254): fu incaricato di accompagnare a Tiro da San Giovanni d'Acri la regina Margherita di Provenza coi figli piccoli, poi si imbarcò (il 25 aprile) e condivise col sovrano le traversie della lunga navigazione, sbarcando a Hyères l'11 luglio.
Anche in patria rimase il principale confidente del re, e nel 1255 fu incaricato dell'importante negoziato per il matrimonio di Isabella di Francia, figlia di Luigi, con Tebaldo II di Navarra. Durante la lunga pace che seguì alla settima crociata, Joinville si divise tra la corte di Francia e quella di Champagne.
Nel 1270 Luigi IX, benché fisicamente provato, partì per l'ottava crociata con tre dei propri figli. Joinville questa volta non lo seguì, conscio dell'inutilità dell'impresa e riottoso a lasciare i propri possedimenti che già avevano sofferto la sua assenza durante la prima spedizione. La crociata si risolse poi in un disastro e il re morì davanti a Tunisi il 25 agosto 1270.
Filippo III, successore di Luigi, gli accordò uguale fiducia, ma Filippo il bello, salito al trono quindici anni dopo, ne limitò il ruolo, nonostante Joinville continuasse a godere del favore della regina Giovanna di Navarra. A partire dal 1271 il Papato condusse una lunga inchiesta su Luigi IX, che portò alla canonizzazione nel 1297 per volere di Bonifacio VIII; poiché Joinville era stato intimo del re, suo consigliere e confidente, la testimonianza che rese nel 1282 fu assai preziosa per il processo.
Verso il 1299 Giovanna di Navarra gli chiese di scrivere la biografia del defunto sovrano. Nel 1314 fu tra i signori che si opposero alle esazioni di Filippo il bello sui nobili del reame, e l'anno successivo rinnovò tale opposizione anche nei confronti del nuovo sovrano Luigi X, che infine dovette cedere e riconoscere i privilegi della nobiltà. Sempre nel 1315 il re convocò in Artois i suoi baroni, per prendere le armi contro i Fiamminghi, e Joinville, a 91 anni, non esitò a partire.
Joinville morì nel 1317; fu inumato nella chiesa di Saint-Laurent del castello di Joinville, oggigiorno non più esistente. Il figlio primogenito Jean d'Ancerville, nato al momento della sua partenza per la crociata, era già morto da lungo tempo; l'altro figlio, Anseau, gli succedette nella signoria di Joinville.

## LaVita di San Luigi

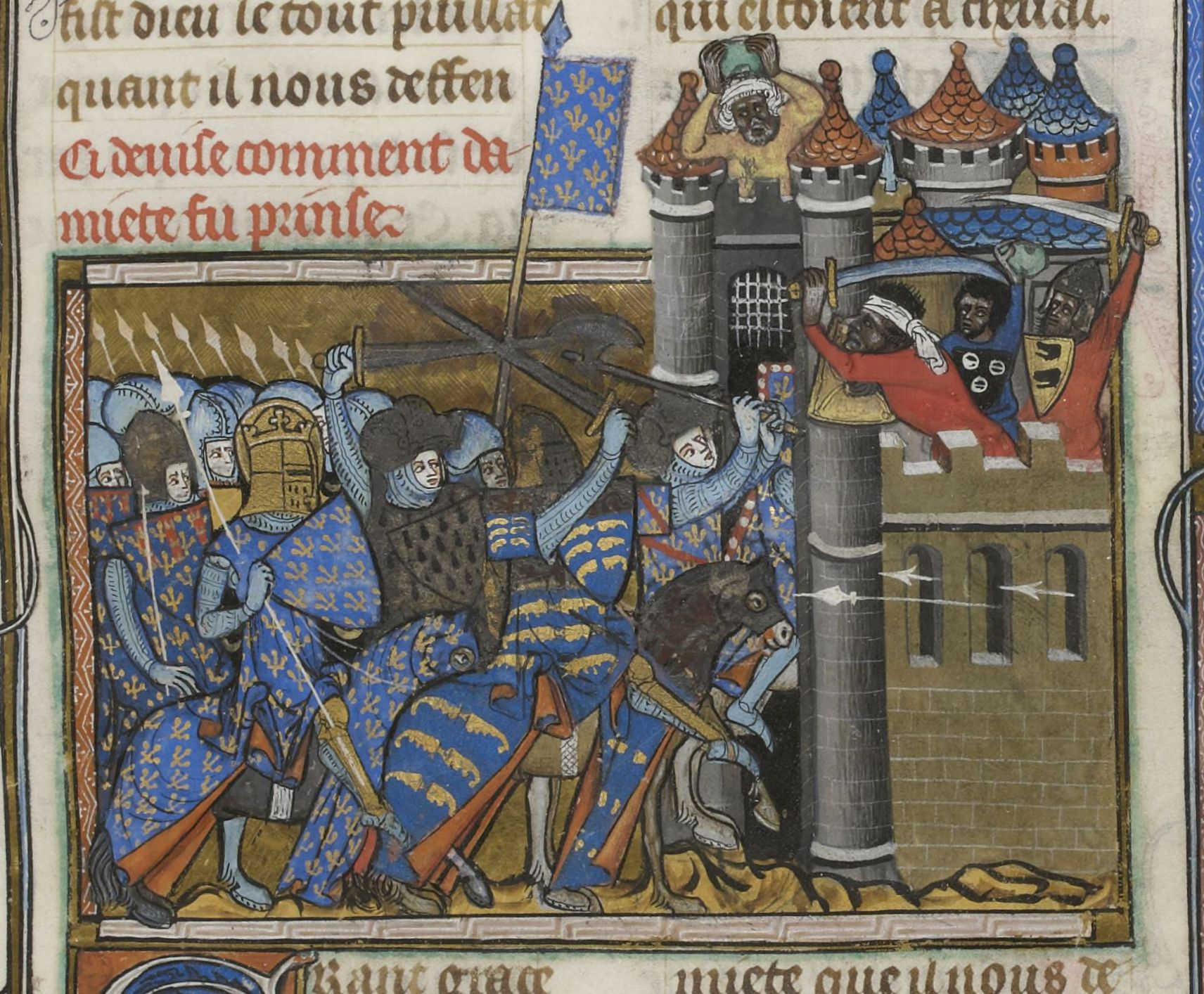
La presa di Damietta, miniatura dalla Vita di San Luigi; Joinville vi è raffigurato, contraddistinto dal blasone di famiglia

Giovanna di Navarra, nipote in seguito ad alleanza di Luigi IX, e sposa di Filippo il bello, commissionò a Joinville una biografia del re santo; non poté tuttavia vedere l'opera compiuta, in quanto morì il 2 aprile 1305. Joinville la terminò probabilmente nel 1309, col titolo Livre des saintes paroles et des bons faiz de nostre saint roy Looÿs (oggi nota come la Vie de saint Louis, o Vita di San Luigi), dedicandola al di lei figlio, futuro Luigi X.
L'editore moderno dispone essenzialmente di un'unica copia antica dell'opera, e di due versioni più recenti, non essendoci pervenuto il manoscritto offerto al destinatario della dedica, Luigi X. Il manoscritto conservato è comunque assai vicino all'originale: è presente nell'inventario del 1373 della biblioteca di Carlo V, inoltre, grazie alle illustrazioni contenute, possiamo datarne la realizzazione agli anni 1330-1340, ossia una ventina d'anni dopo l'originale. Questa copia rimase in un primo tempo nella biblioteca reale, passando poi per le mani di Filippo il Buono, duca di Borgogna, prima di giungere a Bruxelles, dove se ne persero le tracce.
Fu riscoperto nel 1746, alla presa di Bruxelles da parte delle truppe francesi. Il manoscritto, detto «di Bruxelles», è oggi conservato alla Biblioteca nazionale di Francia, ed è un volume di 391 pagine su due colonne. La prima pagina è decorata d'oro e lapislazzuli, e da un dipinto raffigurante l'autore nell'atto di presentare il libro a Luigi X. Il testo è diviso in paragrafi, ciascuno dall'iniziale dorata.